# Helmut Herles
Helmut Herles (* 9. Mai 1940 in Komotau, Reichsgau Sudetenland) ist ein deutscher Journalist und Publizist. Sein Pseudonym ist Hieronymus.

## Leben
Herles wurde in Böhmen geboren. Er studierte Germanistik, Russisch und Volkskunde an den Universitäten in Frankfurt am Main, Bonn und Wien. 1969 wurde er an der Philosophischen Fakultät in Frankfurt mit der Dissertation Nestroys Komödie „Der Talisman“. Von der ersten Notiz zum vollendeten Werk. Mit bisher unveröffentlichten Handschriften zum Dr. phil. promoviert.
Herles arbeitete zunächst als Auslandskorrespondent bei der katholischen Wochenzeitung Publik in Rom und für die Süddeutsche Zeitung in Frankfurt am Main. Von 1975 bis 1991 war er für die Frankfurter Allgemeine Zeitung in Bonn tätig. Von 1991 bis 1999 war er Chefredakteur des General-Anzeigers in Bonn. Danach wurde er Chefkorrespondent der Zeitung.

## Auszeichnungen
- 1986: Theodor-Wolff-Preis

## Schriften (Auswahl)
- Nestroys Komödie „Der Talisman“. Von der ersten Notiz zum vollendeten Werk. Mit bisher unveröffentlichten Handschriften. Fink, München 1974.
- Machtverlust oder das Ende der Ära Brandt. Seewald, Stuttgart 1983, ISBN 3-512-00677-9.
- Fürchtet Euch nicht. Von Kanzlern und Komödianten, von Parlamentariern und Vaganten, von Menschen und Leuten im Staatstheater Bonn. Neske, Pfullingen 1984, ISBN 3-7885-0275-4. (2. Auflage 1985)
- mit Hilde Purwin: Eine Villa am Rhein. Die Deutsche Parlamentarische Gesellschaft in Bonn. Nomos, Baden-Baden 1986, ISBN 3-7890-1275-0.
- Flieder in Lobeditz. Von Furcht und Hoffnung. Neske, Pfullingen 1987, ISBN 3-7885-0300-9.
- (Hrsg. mit Ewald Rose): Vom Runden Tisch zum Parlament. Bouvier, Bonn 1990, ISBN 3-416-02257-2.
- (Hrsg. mit Ewald Rose): Parlaments-Szenen einer deutschen Revolution. Bundestag und Volkskammer im November 1989. Bouvier, Bonn 1990, ISBN 3-416-02236-X.
- (Hrsg.): Die Hauptstadt-Debatte. Der stenographische Bericht des Bundestages. Bouvier, Bonn u. a. 1991, ISBN 3-416-02339-0.
- (Hrsg.): Das Berlin-Bonn-Gesetz. Eine Dokumentation. Bouvier, Bonn 1994, ISBN 3-416-02522-9.
- Sprachsignale. Zeichen der Zeit. Bouvier, Bonn 1996, ISBN 3-416-02601-2.
- mit Urs Kluyver: Schönes Bonn. Ellert und Richter, Hamburg 1998, ISBN 3-89234-541-4. (5. Auflage 2010)
- Von der Villa am Rhein in das Palais an der Spree. Die Deutsche Parlamentarische Gesellschaft. Edition q, Berlin 2001, ISBN 3-86124-541-8.
- Mir ist nicht bang um Deutschlands Einheit. Gespräche und Betrachtungen im Landesinneren. Edition q, Berlin 2001, ISBN 3-86124-534-5.
- mit Wilfried Hansmann: Ernst Günter Hansing in Selbstzeugnissen. Gedanken – Erinnerungen – Gespräche. Werner, Worms 2010, ISBN 978-3-88462-308-4.
- Die Deutsche Parlamentarische Gesellschaft. Innenansichten aus dem Club der Abgeordneten. be.bra verlag, Berlin 2013, ISBN 978-3-89809-106-0.